# Petro (loá)
Petro são uma família de loá (espíritos) na religião Vodu haitiano. A história é que eles se originaram no Haiti, sob as duras condições da escravidão.
Um fato surpreendente é que muitas vezes notavelmente este ramo de ameríndios Taino-poder de influência do vodu haitiano aparentemente não tem contrapartida equivalente no continente africano, ao contrário do ramo Radá.